# Guadalajara (Spagna)
Guadalajara è una città spagnola di 87 452 abitanti (2022), capoluogo dell'omonima provincia, situata nella comunità autonoma di Castiglia-La Mancia.
Guadalajara si trova nel centro della penisola iberica, nella valle del fiume Henares, affluente del fiume Jarama, affluente a sua volta del Tago. Economicamente, si trova nell'area industriale del Corredor del Henares, nella parte orientale dell’area metropolitana di Madrid.
È sede vescovile assieme a Sigüenza.

## Storia
Di origine iberica (iberi vasconi), probabilmente in origine era chiamata Arriaca. Arriaca si traduce come "fiume dei sassi" "camino dei sassi" in vascón. Un'altra origine è celtibera (celtiberi) dovuto agli assentamenti dei Carae o Caraca, descritti da Plutarco come delle cave di fianco al fiume Tagonio, posteriormente chiamato Henares. Guadalajara fu conquistata dai Romani e in seguito dagli Arabi. Nel 1085 il re Alfonso VI di Castiglia la riconquistò. Oggi è una città industriale molto attiva, collocata a non molta distanza da Madrid nella ondulata pianura della Castiglia Centrale sulla strada per Saragozza.
Fra i monumenti notevoli: il bel Palacio del Infantado del 1480 in stile isabellino fra gotico e rinascimento. La facciata è bugnata a punte di diamante e contiene il Museo de Bellas Artes e alcune chiese del centro storico: San Nicolás, San Ginés e la chiesa del Convento de la Piedad.
Nell'ambito della guerra civile spagnola, presso questa località si svolse tra l'8 ed il 23 marzo 1937 una sanguinosa battaglia tra le forze del Corpo Truppe Volontarie italiano (alleate degli insorti nazionalisti) e i repubblicani, appoggiati dalle Brigate internazionali e dai sovietici, che alla fine riuscirono a frustrare il piano nazionalista di puntare su Madrid, sebbene a prezzo di pesanti perdite. La battuta d'arresto subita dal corpo di spedizione italiano inviato da Mussolini in Spagna ebbe in realtà un valore più propagandistico che strategico, e valse a sollevare il morale dei repubblicani nei mesi successivi.

## Monumenti e luoghi d'interesse
- Alcázar Reale di Guadalajara, fortezza di origine andalusa risalente all'XI secolo, trasformata poi in Palazzo Reale, quindi in fabbrica di telai per tessitura e in caserma; fu praticamente distrutto durante la guerra civile spagnola
- Palazzo dell'Infantado, palazzo risalente al XV secolo, di stile gotico isabellino; nel 2015 è stato dichiarato Patrimonio dell'umanità dall'UNESCO
- Palazzo di Antonio de Mendoza, eretto nel XVI secolo in stile rinascimentale e ristrutturato nel XIX secolo, con l'introduzione di elementi neoclassici
- Palazzo di Dávalos, eretto nel XVI secolo per Hernando de Ávalos Carrión, oggi sede della Biblioteca Nazionale di Stato di Guadalajara;
- Chiesa di San Ginés, risalente al XVIII secolo si trova nella centrale piazza San Domenico
- Cappella di Luis de Lucena, cappella a pianta circolare, eretta a metà del XVI secolo accanto alla chiesa (poi demolita) di San Michele al Monte

## Galleria d'immagini

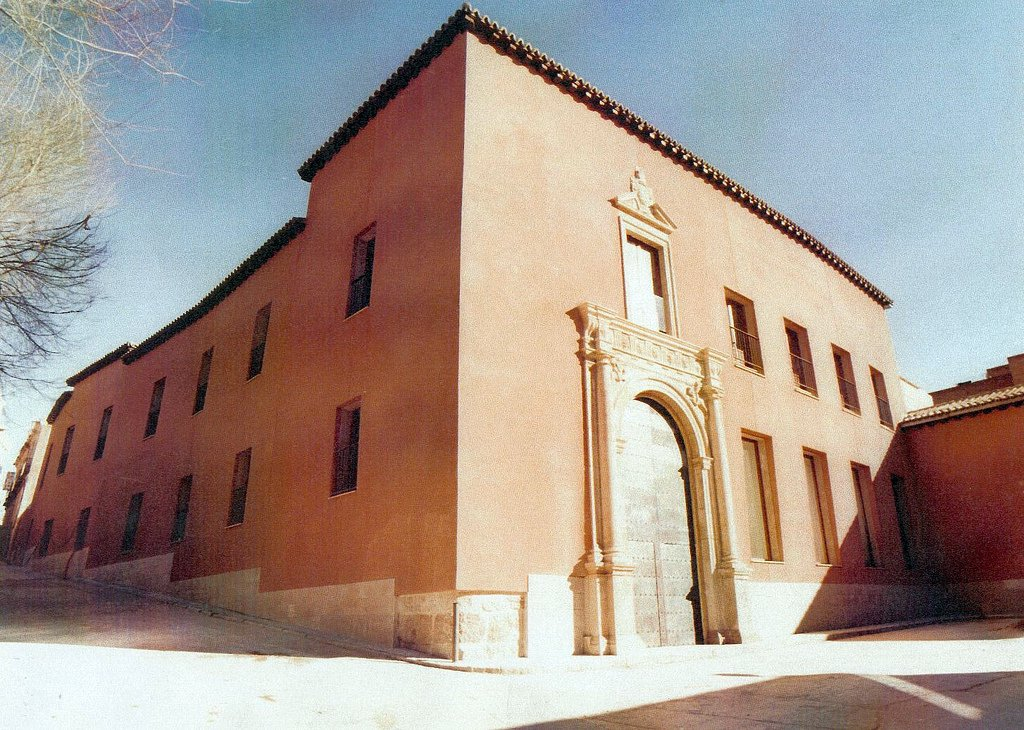
Palazzo di Dávalos
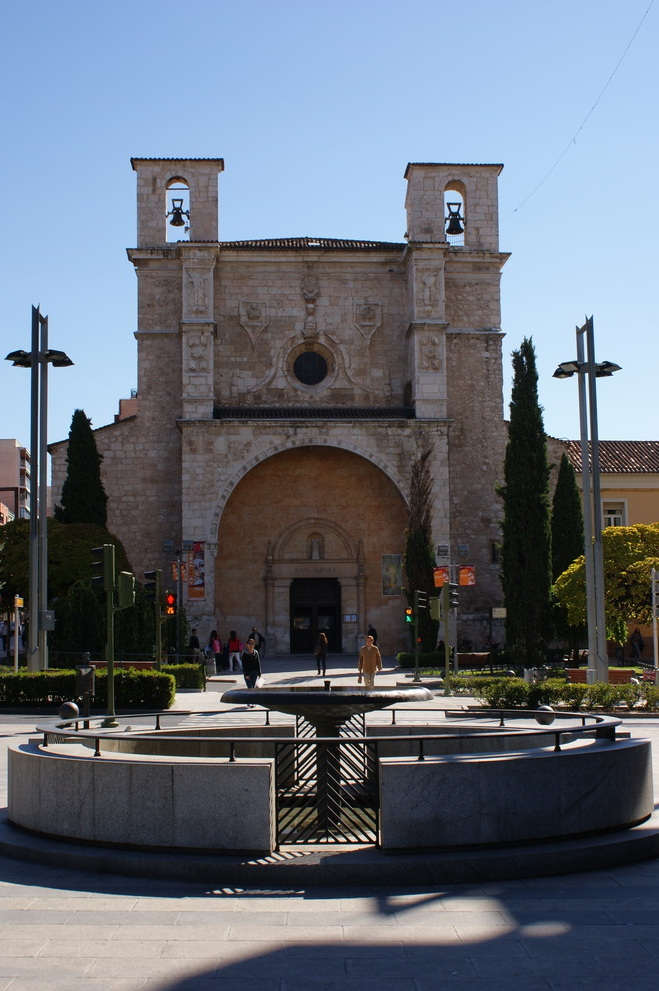
Chiesa di San Ginés a Guadalajara
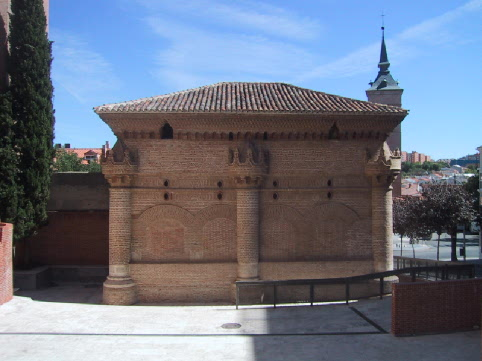
La cappella di Luis de Lucena

## Amministrazione

### Gemellaggi
- Roanne
- Nitra
- Parma, dal 1979
- Livorno
- Nuneaton and Bedworth
- Guadalajara
- Guadalajara de Buga